# Затвор
Вижте пояснителната страница за други значения на Затвор.
Затвор е място, където лица биват физически задържани и обикновено лишени от свобода. Затварянето в затвора е правно наказание, което може да бъде наложено от държавата (или в някои страни – щат) за извършването на престъпление.
Затварянето може да бъде в изпълнение на влязла в сила съдебна присъда или също обвиняемите в криминални престъпления могат да бъдат държани в затвора, докато изчакват съдебен процес или съдебно решение (с други думи лица, спрямо които е определена мярка за неотклонение „задържане под стража“).
Затворите могат да бъдат използвани и за политическа репресия, обикновено от авторитарни режими.

## В България
В България затворите са подчинени на Главна дирекция „Изпълнение на наказанията“. Освен изброените, има и затворнически общежития от закрит и открит тип, като в последните се настаняват затворници с леки присъди или малък остатък от присъдата, обикновено работещи на външни обекти през деня. В затворите обитателитете са разпределени на „обвиняеми и подсъдими“, т. е. с невлезли в сила присъди и осъдени. В затворите лишените от свобода търпят наказанията при строг и общ режим, като килиите се заключват само през нощта и затворниците са свободни да се движат в коридорите на съответната група през деня. Всички затворници, без значение режима, включително изолирани, наказани и доживотно осъдени, имат право на престой на открито поне по един час дневно. Всички имат право на телевизор и радио.
Към април 2021 година в България функционират 12 затвора:
- Затвор – Белене
- Затвор – Бобов дол
- Затвор – Бургас
- Затвор – Варна
- Затвор – Враца
- Затвор – Ловеч
- Затвор – Пазарджик
- Затвор – Плевен
- Затвор – Пловдив
- Затвор – Сливен
- Затвор – София
- Затвор – Стара Загора

Поправителен дом за непълнолетни момчета съществува към към Затвор Враца, а за непълнолетни момичета – към Сливенския затвор за жени.

## Видове затвори
Затворите в България са :
Корпус т.е. някой от 12-те окръжни затвора.
Общежитие от закрит тип.
Общежитие от открит тип. 

## История
Най-големият затвор в света е областният затвор в Лос Анджелис в САЩ. Най-охраняваният и труден за бягства е бил Алкатрас. Сред почти невъзможните за бягство са и руските „Полярна сова“ (зад полярния кръг, 66°48′18″ с. ш. 65°47′25″ и. д.), „Черен делфин“ (51°09′20″ с. ш. 54°59′35″ и. д.) и др.

## Затвори в различните страни
- Затвор в Австралия, построен през XIX век със затворнически труд
- Затвор – Пазарджик
- Затвор 1200 в Хюстън, Тексас, сградата служи едновременно като затвор и управление на Шерифския офис.